# Daïras de la wilaya de Mascara
La wilaya de Mascara est composée de seize daïras (circonscriptions administratives), chacune comprenant plusieurs communes, pour un total de soixante communes.

## Liste de daïras
Daïras de la wilaya de Mascara :
| Daïra         | Nombre de communes | Communes                                                                  | Superficie (km²) | Population (hab.) |
| ------------- | ------------------ | ------------------------------------------------------------------------- | ---------------- | ----------------- |
| Aïn Fares     | 2                  | Aïn Fares, Mamounia                                                       |                  | 24 858            |
| Aïn Fekan     | 2                  | Aïn Fekan, Aïn Fras                                                       |                  | 13 609            |
| Aouf          | 3                  | Aouf, Gharrous, Beniane                                                   |                  | 17 087            |
| Bou Hanifia   | 3                  | Bou Hanifia, El Guettana, Hacine                                          |                  | 31 561            |
| El Bordj      | 3                  | El Bordj, Khalouia, El Menaouer                                           |                  | 36 560            |
| Ghriss        | 5                  | Ghriss, Makdha, Matemore, Sidi Boussaid, Maoussa                          |                  | 58 949            |
| Hachem        | 3                  | Hachem, Zelmata, Nesmoth                                                  |                  | 36 622            |
| Mascara       | 1                  | Mascara                                                                   |                  | 108 587           |
| Mohammadia    | 6                  | Mohammadia, El Ghomri, Ferraguig, Mocta Douz, Sedjerara, Sidi Abdelmoumen |                  | 129 562           |
| Oggaz         | 3                  | Oggaz, Alaïmia, Ras El Aïn Amirouche                                      |                  | 26 437            |
| Oued El Abtal | 3                  | Oued El Abtal, Aïn Ferah, Sidi Abdeldjebar                                |                  | 31 284            |
| Oued Taria    | 2                  | Oued Taria, Guerdjoum                                                     |                  | 18 450            |
| Sig           | 3                  | Sig, Chorfa, Bou Henni                                                    |                  | 84 822            |
| Tighennif     | 3                  | Tighennif, Sidi Kada, Sehailia                                            |                  | 93 042            |
| Tizi          | 3                  | Tizi, Froha, El Keurt                                                     |                  | 30 977            |
| Zahana        | 2                  | El Gaada, Zahana                                                          |                  | 26 186            |